# Manfred Weidmann
Manfred Weidmann (* 15. Januar 1945 in Stuttgart) ist ein ehemaliger deutscher Fußballspieler. Der über den Flügel, ins Mittelfeld und schließlich auf die rechte Außenverteidigerposition gerückte Spieler hat beim VfB Stuttgart von 1967 bis 1975 in der Fußball-Bundesliga insgesamt 234 Ligaspiele absolviert und dabei 32 Tore erzielt.

## Laufbahn
Weidmann durchlief die gesamten Jugendstationen beim VfB, ehe er zur Saison 1967/68 aus der Amateurmannschaft in den Lizenzspielerkader übernommen wurde. Als Zugänge verzeichnete das Team von Trainer Gunther Baumann auch noch die zwei Talente Gerhard Heinze und Roland Weidle aus der Jugend, sowie Dieter Feller aus Münster, Manfred Gärtner aus Saarbrücken und Horst Haug vom Lokalrivalen Stuttgarter Kickers. Am 18. November 1967 debütierte er beim 4:1-Heimerfolg gegen Borussia Dortmund in der Bundesliga. Am Rundenende hatte er an der Seite von Stammspielern wie Horst Köppel, Gilbert Gress, Bo Larsson, Klaus-Dieter Sieloff und Karl-Heinz Handschuh in 15 Ligaeinsätzen zwei Tore erzielt und der VfB belegte den 8. Rang. Weidmann spielte zunächst im Sturm und wurde später auch in der Abwehr eingesetzt.
Nach zwei Jahren unter Gunther Baumann erlebte er bis einschließlich der Saison 1974/75 die Trainer Franz Seybold, Branko Zebec, Karl Bögelein (interim), Hermann Eppenhoff und Albert Sing. In der Saison 1973/74 spielte er mit dem VfB eine beachtliche Runde im UEFA-Pokal und im Jahr darauf, 1974/75, stieg er mit seinem Verein überraschend in die 2. Bundesliga ab. In der 2. Bundesliga absolvierte der stets zuverlässige Mannschaftsspieler nochmals 34 Ligaspiele (1 Tor), der Absteiger landete aber nur auf dem enttäuschenden 11. Rang. Trainer Istvan Sztani wurde mangels Erfolg – trotz Zugänge wie Dragan Holcer, Ottmar Hitzfeld und Dieter Hoeneß – ab dem 29. März 1976 von Karl Bögelein ersetzt. 16 Siegen standen 18 Niederlagen dagegen, das Ergebnis von 36:40 Punkten, dabei auch noch eine Derbyniederlage gegen die Stuttgarter Kickers (0:2), ließ die Runde zu einem noch größeren Desaster werden wie der vorangegangene Bundesligaabstieg. Weidmann bestritt sein letztes Rundenspiel am 5. Juni 1976 bei einer 0:1-Heimniederlage gegen den 1. FC Nürnberg.
Der verdienstvolle VfB-Akteur schloss sich zur Saison 1976/77 der SpVgg 07 Ludwigsburg an und absolvierte mit der Spielvereinigung im Startjahr der Amateuroberliga 1978/79 mit 33 Jahren nochmals 29 Rundenspiele, in denen er drei Tore erzielte. Im Sommer 1979 schloss er sich dem SV Rot in der Landesliga Württemberg an und ließ seine Laufbahn ausklingen.